# Pallacanestro ai Giochi della XXXIII Olimpiade - Torneo 3x3 femminile
Il torneo 3x3 femminile di pallacanestro ai Giochi della XXXIII Olimpiade di Parigi si è svolto dal 30 luglio al 5 agosto 2024 presso Place de la Concorde. Hanno preso parte al torneo 8 squadre nazionali.
La nazionale tedesca ha sconfitto la Spagna 17 a 16, aggiudicandosi rispettivamente la medaglia d'oro e d'argento. Gli Stati Uniti, invece, battendo il Canada, hanno ottenuto la medaglia di bronzo.

## Qualificazioni
Al torneo hanno preso parte otto squadre, per le quali ogni CON ha inviato tre giocatori più una riserva. Il processo di qualificazione è stato suddiviso in quattro fasi, delle quali una basata sul ranking mondiale stilato dalla FIBA e altre tre rappresentate da tornei di qualificazione:
- Con la prima fase sono state assegnate tre quote Paese alle nazionali con il miglior posizionamento nella classifica mondiale stilata dalla FIBA il 1º novembre 2023. Tuttavia, non più di due nazionali dallo stesso continente possono qualificarsi in questa fase. Inoltre, una quota Paese è stata garantita al Paese ospitante, la Francia, ma esclusivamente per uno dei due eventi previsti; la Francia ha selezionato la nazionale femminile per occupare la sua quota.
- La seconda e la terza fase constano di due tornei di qualificazione olimpica guidati dalla FIBA Universale, per ognuno dei quali viene conferita una quota Paese alla nazionale classificatasi al primo posto. A questi tornei prendono parte le 7 migliori nazioni non ancora classificate, sulla base del ranking mondiale FIBA, alla quale si aggiunge la nazione ospitante se non ha già assegnato la sua quota garantita.
- Con la quarta fase le migliori 16 nazionali, in base al ranking mondiale FIBA, inclusa la nazione che ha ospitato il torneo e il Paese ospitante i Giochi Olimpici se non ancora qualificati, rispettivamente Ungheria e Francia, prendono parte a un torneo preolimpico. Le prime tre migliori nazionali a concludere il torneo si assicurano un posto alle Olimpiadi.[6]

| Metodo di qualificazione                                  | Date              | Luogo      | Posti | Qualificate            |
| --------------------------------------------------------- | ----------------- | ---------- | ----- | ---------------------- |
| Paese ospitante                                           | N.D.              | N.D.       | 1     | Francia                |
| Ranking mondiale FIBA 3X3                                 | 1º novembre 2023  | N.D.       | 2     | Stati Uniti Cina       |
| Torneo I di qualificazione olimpica FIBA Universale 2024  | 12–14 aprile 2024 | Hong Kong  | 1     | Azerbaigian            |
| Torneo II di qualificazione olimpica FIBA Universale 2024 | 3–5 maggio 2024   | Utsunomiya | 1     | Australia              |
| Torneo preolimpico 2024                                   | 16–19 maggio 2024 | Debrecen   | 3     | Germania Spagna Canada |
| Totale                                                    | Totale            | Totale     | 8     | 8                      |

## Programma
| G | Fase a gruppi | ¼ | Quarti | ½ | Semifinale | B | Finale per il bronzo | F | Finale per l'oro |

| 30 lug | 31 lug | 1° ago | 2 ago | 3 ago | 3 ago | 5 ago | 5 ago | 5 ago |
| ------ | ------ | ------ | ----- | ----- | ----- | ----- | ----- | ----- |
| G      | G      | G      | G     | G     | ¼     | ½     | B     | F     |
| Fonte: |        |        |       |       |       |       |       |       |

### Formato di gara
Le otto squadre partecipanti disputano un girone all'italiana. Le prime due classificate accedono direttamente alle semifinali, mentre le squadre classificate dal 3º al 6º posto accedono ai quarti di finale. Inoltre, una squadra ha due modalità differenti per vincere la partita: o raggiungendo per primi i 21 punti oppure ottenendo il punteggio più alto in dieci minuti di gioco.

## Rose delle squadre
| Squadra     | Giocatrici       | Giocatrici         | Giocatrici            | Giocatrici              |
| ----------- | ---------------- | ------------------ | --------------------- | ----------------------- |
| Australia   | Alex Wilson      | Marena Whittle     | Anneli Maley          | Lauren Mansfield        |
| Azerbaigian | Dina Ulyanova    | Tiffany Hayes      | Alexandra Mollenhauer | Marcedes Walker         |
| Canada      | Michelle Plouffe | Katherine Plouffe  | Kacie Bosch           | Paige Crozon            |
| Cina        | Zhang Zhiting    | Chen Mingling      | Wan Ji Yuan           | Wang Lili               |
| Francia     | Marie-Ève Paget  | Myriam Djekoundade | Laëtitia Guapo        | Hortense Limouzin       |
| Germania    | Marie Reichert   | Elisa Mevius       | Sonja Greinacher      | Svenja Brunckhorst      |
| Spagna      | Vega Gimeno      | Sandra Ygueravide  | Juana Camilión        | Gracia Alonso de Armiño |
| Stati Uniti | Dearica Hamby    | Cierra Burdick     | Hailey Van Lith       | Rhyne Howard            |

Note:
1. ↑  Dearica Hamby ha sostituito Cameron Brink nella rosa, in quanto quest'ultima ha subito una lesione al legamento crociato anteriore durante una partita della WNBA del 18 giugno 2024.[25][26]

## Arbitri
Di seguito gli arbitri selezionati durante il torneo.
- Shi Qirong
- Najib Chajiddine
- Edmond Ho
- Brigitta Csabai-Kaskötő
- Marek Maliszewski
- Vlad Ghizdareanu
- Jasmina Juras
- Kim Ga-in
- Eric Bertrand
- Markos Michaelides
- Deanna Jackson

## Fase a gruppi

### Gironi di qualificazione
| Pos | Squadra     | G | V | P | PF  | PS  | DP  | Qualificazione   |
| --- | ----------- | - | - | - | --- | --- | --- | ---------------- |
| 1   | Germania    | 7 | 6 | 1 | 117 | 100 | +17 | Semifinali       |
| 2   | Spagna      | 7 | 4 | 3 | 115 | 114 | +1  | Semifinali       |
| 3   | Stati Uniti | 7 | 4 | 3 | 108 | 109 | −1  | Quarti di finale |
| 4   | Canada      | 7 | 4 | 3 | 129 | 112 | +17 | Quarti di finale |
| 5   | Australia   | 7 | 4 | 3 | 127 | 122 | +5  | Quarti di finale |
| 6   | Cina        | 7 | 2 | 5 | 107 | 123 | −16 | Quarti di finale |
| 7   | Azerbaigian | 7 | 2 | 5 | 106 | 123 | −17 |                  |
| 8   | Francia (H) | 7 | 2 | 5 | 99  | 105 | −6  |                  |

1. 1 2 3 4  Spagna 2–1; Stati Uniti 2–1; Canada 1–2; Australia 1–2. Ordinati in base al punteggio ottenuto dopo lo spareggio.
2. 1 2 3  Cina 1–1; Francia 1–1; Azerbaijan 1–1. Ordinati in pase al punteggio ottenuto.

### Risultati
Orario di Parigi (UTC+2).
| Arbitri: | Markos Michaelides Kim Ga-in |

|                        |       |            |
| Greinacher, Reichert 5 | Punti | Van Lith 6 |

| Arbitri: | Najib Chajiddine Shi Qirong |

|          |       |               |
| Wilson 6 | Punti | K. Plouffe 10 |

| Arbitri: | Edmond Ho Dorothy Okatch |

|                            |       |          |
| Gimeno, Alonso de Armiño 5 | Punti | Hayes 10 |

| Arbitri: | Deanna Jackson Brigitta Csabai-Kaskötő |

|            |       |         |
| Limouzin 6 | Punti | Chen 10 |

| Arbitri: | Marek Maliszewski Dorothy Okatch |

|              |       |           |
| Greinacher 9 | Punti | Whittle 9 |

| Arbitri: | Deanna Jackson Najib Chajiddine |

|                      |       |        |
| Crozon, M. Plouffe 7 | Punti | Chen 5 |

| Arbitri: | Shi Qirong Kim Ga-in |

|                                       |       |              |
| Paget, Djekoundade, Guapo, Limouzin 3 | Punti | Ygueravide 9 |

| Arbitri: | Jasmina Juras Kim Ga-in |

|         |       |          |
| Hamby 7 | Punti | Hayes 11 |

| Arbitri: | Deanna Jackson Brigitta Csabai-Kaskötő |

|        |       |           |
| Wang 5 | Punti | Wilson 11 |

| Arbitri: | Jasmina Jura Dorothy Okatch |

|              |       |                          |
| Greinacher 8 | Punti | K. Plouffe, M. Plouffe 5 |

| Arbitri: | Dorothy Okatch Markos Michaelides |

|         |       |            |
| Hayes 5 | Punti | Limouzin 5 |

| Arbitri: | Brigitta Csabai-Kaskötő Jasmina Juras |

|          |       |          |
| Howard 8 | Punti | Wilson 8 |

| Arbitri: | Vlad Ghizdareanu Marek Maliszewski |

|        |       |            |
| Wang 5 | Punti | Camilión 7 |

| Arbitri: | Kim Ga-in Edmond Ho |

|                         |       |               |
| Brunckhorst, Reichert 4 | Punti | Mollenhauer 4 |

| Arbitri: | Shi Qirong Marek Maliszewski |

|          |       |                    |
| Gimeno 5 | Punti | Howard, Van Lith 5 |

| Arbitri: | Kim Ga-in Shi Qirong |

|                      |       |            |
| Crozon, K. Plouffe 4 | Punti | Limouzin 4 |

| Arbitri: | Marek Maliszewski Dorothy Okatch |

|            |       |        |
| Reichert 7 | Punti | Chen 6 |

| Arbitri: | Deanna Jackson Dorothy Okatch |

|           |       |         |
| Whittle 8 | Punti | Hayes 6 |

| Arbitri: | Marek Maliszewski Deanna Jackson |

|           |       |                      |
| Whittle 7 | Punti | Gimeno, Ygueravide 9 |

| Arbitri: | Brigitta Csabai-Kaskötő Marek Maliszewski |

|                            |       |         |
| Hamby, Burdick, Van Lith 4 | Punti | Guapo 5 |

| Arbitri: | Markos Michaelides Kim Ga-in |

|          |       |        |
| Hayes 11 | Punti | Chen 8 |

| Arbitri: | Kim Ga-in Najib Chajiddine |

|          |       |               |
| Howard 7 | Punti | K. Plouffe 10 |

| Arbitri: | Shi Qirong Markos Michaelides |

|               |       |               |
| M. Plouffe 11 | Punti | Ygueravide 10 |

| Arbitri: | Shi Qirong Vlad Ghizdareanu |

|         |       |              |
| Guapo 4 | Punti | Greinacher 7 |

| Arbitri: | Dorothy Okatch Edmond Ho |

|         |       |              |
| Hayes 9 | Punti | M. Plouffe 8 |

| Arbitri: | Najib Chajiddine Shi Qirong |

|                    |       |                        |
| Alonso de Armiño 5 | Punti | Greinacher, Reichert 5 |

| Arbitri: | Marek Maliszewski Kim Ga-in |

|         |       |           |
| Guapo 7 | Punti | Whittle 8 |

| Arbitri: | Markos Michaelides Vlad Ghizdareanu |

|              |       |            |
| Wan, Zhang 4 | Punti | Van Lith 6 |

## Fase a eliminazione diretta

### Tabellone
|  | Quarti      | Quarti |             |    | Semifinali | Semifinali                |                           |  | Finale medaglia d'oro | Finale medaglia d'oro |
|  |             |        |             |    |            |                           |                           |  |                       |                       |
|  |             |        |             |    |            |                           |                           |  |                       |                       |
|  |             |        |             |    |            |                           |                           |  |                       |                       |
|  |             |        |             |    |            |                           |                           |  |                       |                       |
|  | 5 agosto    |        |             |    |            |                           |                           |  |                       |                       |
|  |             |        |             |    |            |                           |                           |  |                       |                       |
|  | Germania    | 16     |             |    |            |                           |                           |  |                       |                       |
|  | Germania    | 16     | 3 agosto    |    |            |                           |                           |  |                       |                       |
|  |             |        | Canada      | 15 |            |                           |                           |  |                       |                       |
|  | Canada      | 21     | Canada      | 15 |            |                           |                           |  |                       |                       |
|  | Canada      | 21     | 5 agosto    |    |            |                           |                           |  |                       |                       |
|  | Australia   | 10     |             |    |            |                           |                           |  |                       |                       |
|  | Australia   | 10     | Germania    | 17 |            |                           |                           |  |                       |                       |
|  |             |        | Germania    | 17 |            |                           |                           |  |                       |                       |
|  |             | Spagna | 16          |    |            |                           |                           |  |                       |                       |
|  |             | Spagna | 16          |    |            |                           |                           |  |                       |                       |
|  | 5 agosto    |        |             |    |            |                           |                           |  |                       |                       |
|  |             |        |             |    |            |                           |                           |  |                       |                       |
|  | Spagna (TS) | 18     |             |    |            |                           |                           |  |                       |                       |
|  | Spagna (TS) | 18     | 3 agosto    |    |            |                           |                           |  |                       |                       |
|  |             |        | Stati Uniti | 16 |            | Finale medaglia di bronzo | Finale medaglia di bronzo |  |                       |                       |
|  | Stati Uniti | 21     | Stati Uniti | 16 |            | Finale medaglia di bronzo | Finale medaglia di bronzo |  |                       |                       |
|  | Stati Uniti | 21     | 5 agosto    |    |            |                           |                           |  |                       |                       |
|  | Cina        | 13     |             |    |            |                           |                           |  |                       |                       |
|  | Cina        | 13     | Canada      | 13 |            |                           |                           |  |                       |                       |
|  |             |        |             |    |            |                           |                           |  |                       |                       |
|  | Stati Uniti | 16     |             |    |            |                           |                           |  |                       |                       |
|  | Stati Uniti | 16     |             |    |            |                           |                           |  |                       |                       |

### Quarti di finale
| Arbitri: | Najib Chajiddine Deanna Jackson |

|         |       |         |
| Bosch 9 | Punti | Maley 5 |

| Arbitri: | Markos Michaelides Kim Ga-in |

|         |       |             |
| Hamby 9 | Punti | Chen, Wan 4 |

### Semifinali
| Arbitri: | Shi Qirong Marek Maliszewski |

|              |       |            |
| Ygueravide 9 | Punti | Van Lith 8 |

| Arbitri: | Jasmina Juras Najib Chajiddine |

|               |       |                             |
| Greinacher 11 | Punti | K. Plouffe, Bosch, Crozon 4 |

### Finale per la medaglia di bronzo
| Arbitri: | Najib Chajiddine Shi Qirong |

|              |       |            |
| K. Plouffe 5 | Punti | Van Lith 6 |

### Finale per la medaglia d'oro
| Arbitri: | Edmond Ho Brigitta Csabai-Kaskötő |

|              |       |            |
| Greinacher 5 | Punti | Camilión 6 |

## Classifica finale
| Pos.    | Squadra     | PG | PV | PP | Rosa                                                                         |
| ------- | ----------- | -- | -- | -- | ---------------------------------------------------------------------------- |
| Oro     | Germania    | 9  | 8  | 1  | Template:Germania femminile pallacanestro 3x3 olimpiadi 2024                 |
| Argento | Spagna      | 9  | 5  | 4  | Spagna 3×311 Gimeno, 13 Ygueravide, 22 Camilión, 44 Alonso de Armiño, All. - |
| Bronzo  | Stati Uniti | 10 | 6  | 4  | Stati Uniti 3×35 Hamby, 7 Burdick, 9 Van Lith, 10 Howard, All. -             |
| 4       | Canada      | 10 | 5  | 5  | Canada 3×31 M. Plouffe, 2 K. Plouffe, 4 Bosch, 7 Crozon, All. -              |
| 5       | Australia   | 8  | 4  | 4  | Template:Australia femminile pallacanestro 3x3 olimpiadi 2024                |
| 6       | Cina        | 8  | 2  | 6  | Cina 3×310 Zhang, 11 Chen, 13 Wan, 23 Wang, All. -                           |
| 7       | Azerbaigian | 7  | 2  | 5  | Azerbaigian 3×38 Ulyanova, 15 Hayes, 24 Mollenhauer, 45 Walker, All. -       |
| 8       | Francia     | 7  | 2  | 5  | Francia 3×35 Paget, 11 Djekoundade, 12 Guapo, 15 Limouzin, All. -            |
| Fonte:  |             |    |    |    |                                                                              |

## Statistiche e premi

### Classifica degli atleti per punti
| Pos    | Atleta            | Punti |
| ------ | ----------------- | ----- |
| 1      | Sonja Greinacher  | 56    |
| 2      | Tiffany Hayes     | 54    |
| 2      | Katherine Plouffe | 54    |
| 4      | Michelle Plouffe  | 52    |
| 5      | Alex Wilson       | 50    |
| 5      | Sandra Ygueravide | 50    |
| Fonte: |                   |       |

### Premi
| All-Star Team     | Fonte  |
| ----------------- | ------ |
| Sonja Greinacher  | [ 31 ] |
| Sandra Ygueravide | [ 31 ] |
| Hailey Van Lith   | [ 31 ] |
| MVP               | [ 31 ] |
| Sonja Greinacher  | [ 31 ] |